# Test di Dickey-Fuller
Il test di Dickey-Fuller, che prende il nome dagli omonimi statistici che l'hanno creato, David A. Dickey e Wayne A. Fuller, è un test d'integrazione utilizzato in economia.

## Introduzione
Nell'analisi delle serie storiche in campo econometrico è possibile che si manifestino dei trend che potrebbero rendere le regressioni spurie.
Questi trend possono essere stocastici, nel caso ci sia non stazionarietà in varianza, o deterministico, nel caso la non stazionarietà sia in media.
Il test di Dickey-Fuller permette di valutare se esiste un trend nelle variabili che renda la regressione spuria. Nel caso sussista tale trend è possibile creare la differenza tra le variabili al tempo t con il tempo t-1 e lavorare su queste.
Tanto per dare un'idea del problema immaginiamo di lavorare su una regressione di due variabili: il PIL del Regno Unito e l'indice dei prezzi al consumo francese. Se effettuassimo la regressione tra queste due variabili osserveremmo che manifesterebbero una relazione significativa (R2 alto e valore p significativo), quando in realtà non esiste nessuna buona ragione economica tale per cui i due indici possano essere collegati. 
Hanno lo stesso trend, ovvero entrambe le variabili tendono ad aumentare con il passare del tempo, ma in realtà non hanno relazione tra loro. È per questo che in un caso simile togliamo il trend e valutiamo la relazione che le lega nelle loro differenze.

## Test
Per testare il trend delle singole variabili procediamo come segue:
costruiamo un'autoregressione per ognuna di esse:
{\displaystyle y_{t}=\alpha y_{t-1}+u_{t}}
dopodiché sottraiamo {\displaystyle y_{t-1}} da ambo i membri, ottenendo:
{\displaystyle \Delta y_{t}=(\alpha -1)y_{t-1}+u_{t}=\beta y_{t-1}+u_{t}}
e conduciamo un test su {\displaystyle \alpha } ponendo:
{\displaystyle H_{0}:\beta =0,H_{1}:\beta <0},
cerchiamo quindi di capire se {\displaystyle \alpha } è uguale o minore di 1.
Se accettiamo l'ipotesi nulla allora affermiamo che esista un trend quindi, per la nostra regressione procediamo a fare una differenza, altrimenti manteniamo la variabile. Si tenga presente che la distribuzione su cui controllare tale test è diversa rispetto alla gaussiana. Il Test di Dickey-Fuller necessita di tavole apposite su cui cercare i valori critici del test.
Una volta fatte le differenze sulla variabile, è sempre bene controllare che la variabile non sia da de-trendizzare ulteriormente (quindi se era "integrabile di ordine 1", I(1), non sia integrabile di ordine j, con j>1, I(j) ). Ripetiamo dunque il test Dickey-Fuller (con j>1) per assicurarci che la variabile non è stazionaria.

## Modelli
Solitamente vengono individuati tre modelli su cui condurre il test di Dickey Fuller. La scelta di questi verte sull'osservazione della serie storica della variabile.
Modello 1 - Una semplice random walk del tipo:
{\displaystyle y_{t}=\alpha y_{t-1}+u_{t}}
se ci aspettiamo che la regressione sia non stazionaria in varianza e che si aggiri attorno a una media nulla.
Modello 2 - Un'autoregressione a cui si aggiunge un "drift":
{\displaystyle y_{t}=\beta _{0}+\alpha y_{t-1}+u_{t}}
quando abbiamo una non stazionarietà in varianza su una media non nulla.
Modello 3 - Un'autoregressione con "drift" e "trend":
{\displaystyle y_{t}=\beta _{0}+\lambda t+\alpha y_{t-1}+u_{t}}
quando osserviamo dalla serie storica una non stazionarietà in media e in varianza.

## Test di Dickey-Fuller aumentato
Si tratta del medesimo test ma a differenza del precedente si fa l'ipotesi sulla seguente regressione:
{\displaystyle y_{t}=\beta _{0}+\alpha Y_{t-1}+\lambda _{1}\Delta Y_{t-1}+\lambda _{2}\Delta Y_{t-2}+\lambda _{3}\Delta Y_{t-3}+...+u_{t}}
Ponendo sempre {\displaystyle H_{0}:\alpha =1}.

### Manualistica
- Stock, H. J. e Watson, M. W. (2009), Introduzione all'econometria, Pearson;